# Piseta

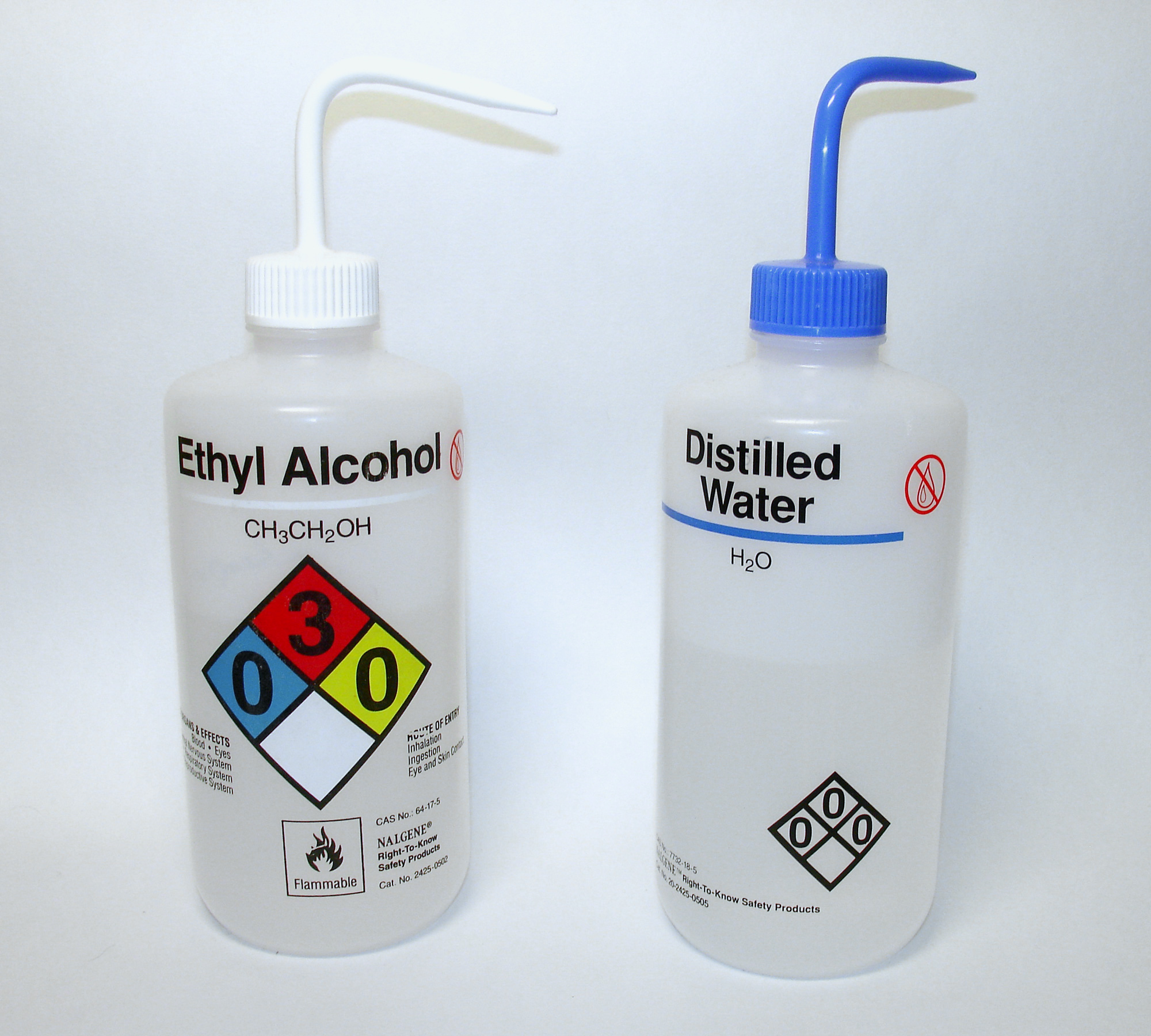

La piseta, también llamada frasco lavador o matraz de lavado, es un material de laboratorio no volumétrico.  Un frasco cilíndrico de plástico o vidrio con tapa que contiene un tubo flexible que se utilizan para dirigir algún disolvente que se encuentre en su interior.  Pueden contener algún solvente, por lo general agua destilada o desmineralizada, aunque también solventes orgánicos como etanol, metanol, hexano, etc.
Este utensilio facilita la limpieza de material de laboratorio como tubos de ensayo, vaso de precipitados y electrodos. También son utilizadas para limpiar cristal esmerilado como juntas o uniones de vidrio y lavar diferentes compuestos químicos.

## Función
La piseta  consta de un frasco de plástico con un tapón de rosca que disponen de un tubo flexible para dirigir el chorro de disolvente al apretar el frasco de plástico .
Por otro lado, las pisetas de vidrio contienen un tapón de goma con dos orificios donde se colocan dos tubos, la corriende del disolvente se dirige por presión con los labios y guiando el pico flexible con la mano.
Las pisetas se utilizan en el laboratorio de química o biología para diversos fines, como para  lavar material de laboratorio o compuestos químicos. En casos especiales se utilizan con una boquilla especial para recoger una muestra líquida y mantener el contenido de la muestra sin contacto a otros componentes externos.